# С почестями
«С почестями» (англ. With Honors) — художественный фильм Алека Кешишяна, вышедший на экраны в 1994 году.

## Сюжет
Подающий большие надежды студент юридического колледжа Монти Кесслер (Брендан Фрэйзер) начинает писать дипломную работу. Он так увлечён сухими цифрами и информацией, что не замечает людей вокруг. Однажды он несёт свой диплом, спотыкается и падает, уронив диплом сквозь решётку в подвал библиотеки, где живёт бомж (Джо Пеши). Поняв, с кем он имеет дело, бомж за каждую страничку диплома выторговывает у студента блага для себя. Вот так он проникает сначала во двор дома, где герой снимает квартиру ещё с тремя студентами, а потом и вовсе поселяется вместе с ними. Общение с бомжом изменяет жизнь студентов, они знакомятся с историей жизни этого человека и проникаются к нему любовью.

## В главных ролях
| Актёр           | Роль                       |
| --------------- | -------------------------- |
| Джо Пеши        | Саймон Уайлдер             |
| Брендан Фрэйзер | Монтгомери «Монти» Кесслер |
| Мойра Келли     | Кортни Блументаль          |
| Патрик Демпси   | Эверетт Кэллоуэй           |
| Джош Хэмилтон   | Джеффри Хоукс              |
| Гор Видал       | профессор Питканнан        |